# Persay Sándor
Persai Persay Sándor Antal Mihály (Újkécske, 1818. október 12.–Cegléd, 1885. április 4.) okleveles gyógyszerész, ceglédi gyógyszertár tulajdonos, a ceglédi gőzmalom-társulat pénztárnoka, a ceglédi takarékpénztár igazgatósági tagja, a "Magyar képzőművészeti társulat rendes tagja", a Lovaregylet tagja,.  

## Családja és származása

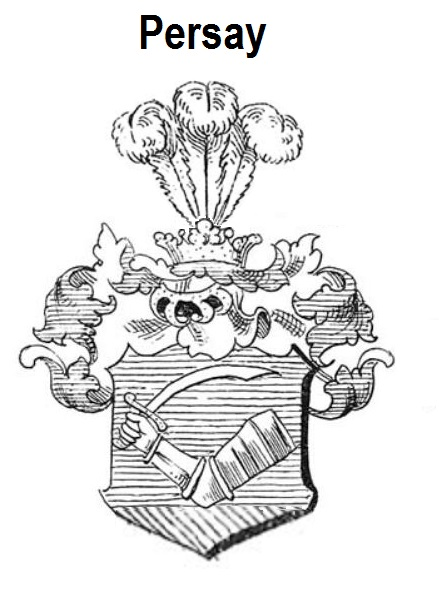
A Persay család címere (rajz)

A Pest vármegyei nemesi származású persai Persay család sarja. Apja Persay Sándor (1788–1850), abonyi uradalmi ispán, anyja brezányi Brezányi Zsuzsanna (1788–1830). Az apai nagyszülei Persay István (1742–1820) uradalmi tiszttartó Abonyban és lipcsei Sartory Borbála (1754–1835) voltak. Az anyai nagyszülei brezányi Brezányi János (1751–1824), törteli földbirtokos és nemes Kanyó Klára (1755–1836) voltak; Brezányi Jánosnak az apai felmenője Brezányi Miklós 1630. január 23-án nyert nemesi adományt II. Ferdinánd magyar királytól. Persay Sándor gyógyszerésznek a fivére persai Persay János (1813–1870), áporkai földbirtokos, a Lovaregylet tagja, akinek nejétől tornóczi Szalay Terézia (1819–1857), született fia Persay Gyula (1855–1924) gyógyszerész, gyógyszertár-tulajdonos, a "Nova és Vidéke Takarékpénztár Részvénytársaság" vezérigazgatója, a Tulipán Szövetség novai fiók társelnöke.

## Élete
Persay Sándor 1848-ban szerezte a gyógyszerészi diplomáját és Cegléden vitte tovább a megtanult szakmáját; apja örökségével 6 100 forinttal gyógyszertárat működtetett. Ahogy fivére Persay János is Persay Sándor a "Magyar képzőművészeti társulat rendes tagja" volt; az 1859-ben kiadott Szent István Társulat névkönyvében, pedig Sándor szerepelt mint a társulat egyik rendes tagja. Persay Sándor korában a gyógyszertár fogalma fellendült az országban és már segédet és gyakornokot is tudott tartani. 1858-ban a Magyar Királyi Helytartótanács megadta a ceglédi patikának a reáljogot, és az 1798-ban megalapított "Szentlélek" néven szereplő patikát (cegléd második gyógyszertára) sikeresen tovább működtette Persay Sándor gyógyszerész. 1864-ra Persay Sándor a ceglédi gőzmalom-társulat pénztárnoka volt; 1876-ra a ceglédi takarékpénztár igazgatósági tagja volt. 1882-ben a gyógyszerész-egylet Pest megyében az 1882. év folyamán Katona Zsigmond az I. kerület 2. járásának elnöke lemondott, helyébe Persay Sándor-t választották, aki azonban nem fogadta el a tisztséget.
Hazafi Veray János, fűzfapoéta, 1882 tavaszán Ceglédre érkezett és a Persay családnál megszállt. Ekkor Persay Sándor úr étellel és pénzzel ellátta a költő vendégét, aki azt jegyezte fel, hogy "Tek.(intetes) Persay gyógyszerész urnál láttak még szivesen, Egy hétig szállás kosztolás még hozzá frt, megjegyzem. Jó hazafi uri családnál maradt a piczula zsebemben”. 1885-ben meghalt Persay Sándor és 1886-ban megtörtént a ceglédi Persay patika átruházása, és az új tulajdonosa Bohus József okleveles gyógyszerész lett. Egy évtizeddel később, 1896-ban, Persay Sándor és Rigler Anna fia, Persay Elek (1856-1908) gyógyszerész, Budapesti Királyi Magyar Tudomány-Egyetemen megkapta az engedélyt, hogy Cegléden a harmadik gyógyszertárát megnyithassa, ekkor jött létre a ceglédi "Megváltó".
Persay Sándor gyógyszerész 30 éves működése, egész élete össze volt forrva Cegléd városának a kulturális, erkölcsi és szellemi haladásának történetével. Abban a korban nem volt egyetlen intézménye a városnak, amelyen az ő keze nyoma meg ne látszana. A jómódú Persay Sándor gyakran segített a szegényeknek, akiknek nemcsak ingyen gyógyszert, hanem anyagi támogatást is nyújtott teljes felgyógyulásukhoz.

## Házassága és gyermekei
Persay Sándor 1851. október 8-án Cegléden vette feleségül Rigler Anna Terézia (Vác, 1827. november 27. – Cegléd, 1876. szeptember 22.) kisasszonyt, akinek a szülei Rigler Ferenc (1795–1880) a nyitrai püspöki uradalom főpénztárnoka, és Tresler Anna (1807–?) voltak. Tresler Anna szülei Tresler János (1754–1823), Vác városnak a szenátora és Rieck Terézia (1764–1841) voltak. Persay Sándorné Rigler Anna leánytestvére Rigler Karolina, akinek a férje dr. Pernyey Alajos, Cegléd városi orvosa, képviselője volt. Persay Sándor és Rigler Anna frigyéből született:
- Persay Etelka Karolina Franciska (Cegléd, 1852. december 11. –Cegléd, 1868. augusztus 11.)
- Persay Ferenc Pál, dr. (Cegléd, 1854. június 22. – Budapest, 1937. augusztus 4.) jogász, Bars vármegye alispánja, tiszti főügyésze. Felesége: Rakovszky Margit Brigitta Mária (Aranyosmarót, 1874. június 8. –†1953.)
- Persay Sándor (Cegléd, 1855. november 6. –Cegléd, 1855. november 6.)
- Persay Elek Sándor (Cegléd, 1856. december 20. – Cegléd, 1908. november 10.) gyógyszerész, Cegléd város tanácsosa, a római katolikus egyháztanács tagja, a Ceglédi Népbank igazgatósági tagja.[16]
- Persay Ilona Mária (Cegléd, 1858. január 9.– Miskolc, 1922. május 20.), Férje: nemes Hudák Andor (Harsány, 1852. június 8.– Miskolc, 1913. április 10.), ügyvéd, királyi törvényszéki bíró.
- Persay Anna (Cegléd, 1859. március 12. – Cegléd, 1915. február 27.) Férje: nemes Dobos János (Óbuda, 1844. július 21. –Budapest, 1913. június 14.), Cegléd város levéltárosa.
- Persay Róza Margit Laura (Cegléd, 1860. július 14.–Budapest, 1945. június 24.).[17] 1. Férje: Röck Gyula (Miskolc, 1851. augusztus 17. –Miskolc, 1887. április 5.). miskolci köz- és váltó-ügyvéd. 2. férje: Badeskó Dániel (Ósopot, Krassó-Szörény vm., 1855. december 4. –Arad, 1907. szeptember 15.), császári és királyi alezredes.
- Persay Sándor (Cegléd, 1864. január 7. –Cegléd, 1864. március 28.)